# Guy Yraeta
Guy Yraeta, né en 1952, est une personnalité du monde de la grande distribution. Il est en 2006 directeur général des hypermarchés France de Carrefour.

## Parcours
Guy Yraeta a effectué des études d’ingénieur à l’Institut supérieur d'agriculture de Rhône-Alpes. Il entre chez Carrefour en 1976 en tant que chef de rayon textile. Cinq ans plus tard, il est nommé chef de secteur non-alimentaire. En 1985, il exerce les fonctions de chef de caisse, puis en 1987, de chef de secteur épicerie. En 1988, il est nommé directeur de magasin. En 1990, il occupe le poste de directeur épicerie France. En 1994, il devient Directeur Régional dans le bassin Nord Est Centre.
En 1995, il exerce la fonction de directeur exécutif Italie pendant quatre ans. Il devient directeur exécutif Pologne en 1999. En janvier 2003, il est nommé directeur zone autres pays d’Europe (APE) et membre du Comité Exécutif du Groupe Carrefour. En juillet 2004, il rejoint les hypermarchés français en tant que Directeur Exécutif. Depuis le 3 février 2005, Guy Yraeta est directeur général Hypermarchés France. 
À la suite de la transformation de la société en conseil de surveillance et directoire, il est nommé membre du Directoire du Groupe Carrefour en 2005.
Il n'est plus chez Carrefour depuis novembre 2009.

## Missions
À cause de la concurrence du hard discount et des effets de la loi Galland, les hypermarchés Carrefour en France (218 hypermarchés, 78 000 collaborateurs, 20 milliards de CA, 14 % de part de marché) ont fait face à une diminution des ventes en 2004 et 2005. Le redressement de cette branche est alors essentielle car elle représente un quart du chiffre d'affaires et plus d'un tiers des bénéfices du groupe.
La mission principale de Guy Yraeta est de renouer avec la croissance du chiffre d'affaires. À cette fin, Guy Yraeta a lancé une politique de prix agressive, avec la mise en place d'une carte (de fidélité) de réduction permanente, la remodeling et le développement de la gamme de produits à Marque Carrefour et la modernisation des concepts commerciaux. L'objectif est de finir avec l'image d'un Carrefour aux prix non compétitifs dans l'image des consommateurs.
Cette nouvelle stratégie commence à porter ses fruits. Au troisième trimestre 2006, les ventes ont augmenté de 7,4 % par rapport à la même période de l'année, et les hypermarchés Carrefour gagnent des parts de marché depuis 2005. précédente.